# Al-Manszúr Kaláún egyiptomi szultán
Al-Manszúr Kaláún vagy Kalávún, trónra lépése előtt Szajf ad-Dín Kaláún al-Alfi (1222 k. – Egyiptom, Kairó, 1290. november 11.) az egyiptomi türk (elterjedt, de pontatlan elnevezéssel bahri) mamlúkok hetedik szultánja, egyben az 1382-ig uralkodó kalávúnida dinasztia alapítója volt (uralkodott 1279. november 27-étől haláláig). Teljes titulusa al-Malik al-Manszúr („az (Isten által) megsegített király”). Nevéhez fűződik Margat várának elfoglalása és a Tripoliszi Grófság megdöntése.

## A sztyepptől a bahrijjáig
Kaláún pályafutása meglehetősen hasonlít elődje, a nála néhány évvel fiatalabb Bajbarsz karrierjére. Feltehetően 1222 körül született kipcsak családban a Fekete-tengertől északra eső sztyeppén, és végül rabszolgaként került Egyiptomba – igaz, ez már meglehetősen későn történt meg vele, amikor már a harmincadik életévéhez közeledett, így a feljegyzések szerint nem is tanult meg soha tökéletesen arabul. Első tulajdonosa, Alá ad-Dín Akszunkur asz-Száki (al-Kámil szultán háznépének egy tagja) igen magas árat, ezer (arabul alf) dénárt fizetett érte, innen kapta ragadványnevét: al-Alfi. Gazdája halálakor, 1249-ben került át asz-Szálih Ajjúb szultán királyi mamlúkjai, a lakhelyükről (a népnyelvben al-bahr, azaz „tenger” névvel illetett Nílus egy szigete) elnevezett bahrijja közé, ahol katonai kiképzést kapott, és tehetségére való tekintettel emíri rangot kapott, amikor felszabadították.

## Út a hatalomba

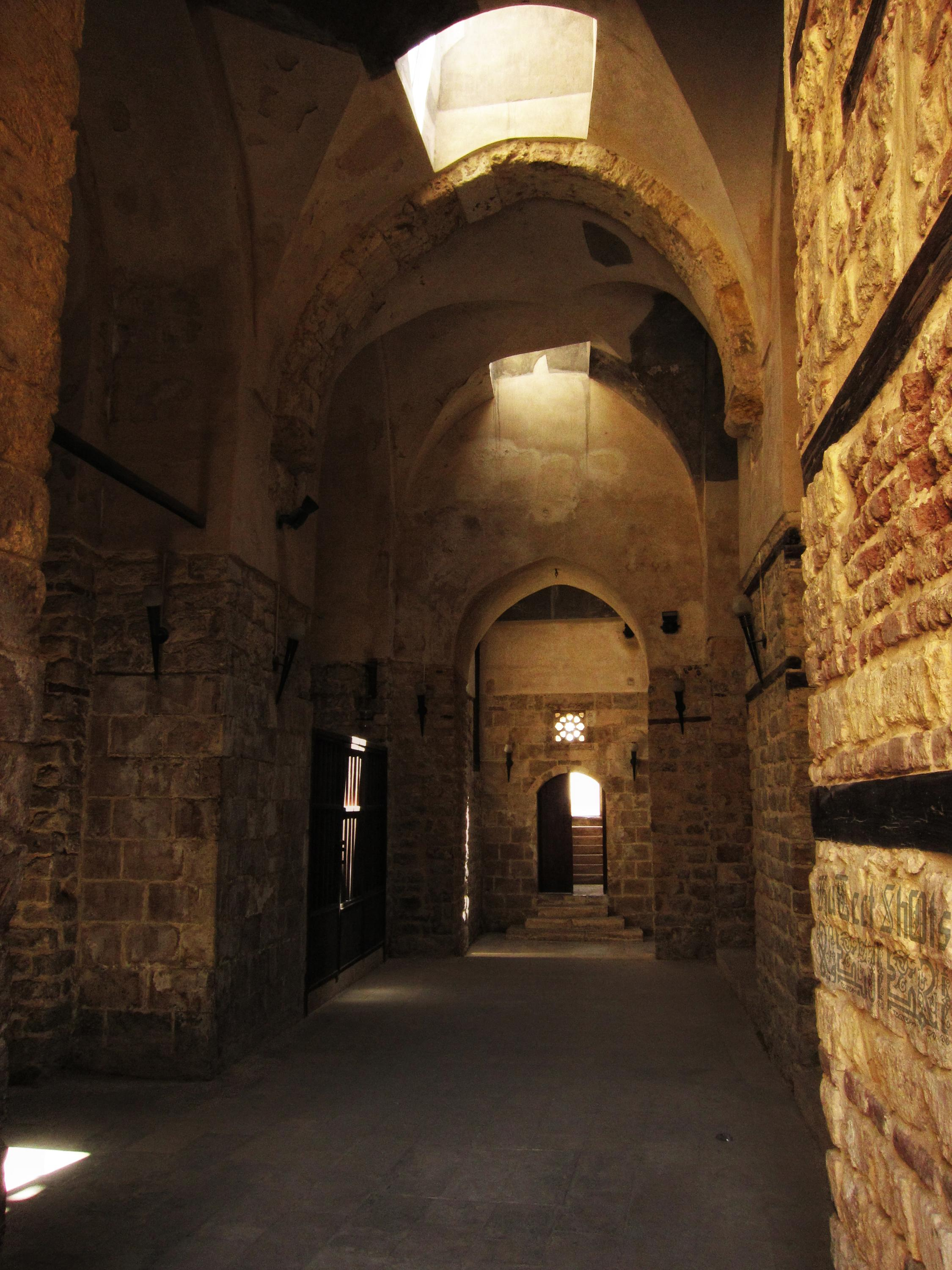
A Kaláún-komplexum egyik folyosója

1250-től fokozatosan az egyik bahri mamlúk, al-Muizz Ajbak vette át a hatalmat Egyiptomban, leváltva az Ajjúbidákat és megalapítva a Mamlúk Birodalmat. Hatalmi törekvései miatt azonban szakadás történt a bahrik között. Amikor 1254-ben Ajbak meggyilkoltatta riválisát, Aktaj al-Dzsamadárt, az ekkorra már befolyást szerzett Kaláún (Bajbarszhoz és más, Ajbakkal szemben ellenséges emírekhez hasonlóan) Szíriába menekült. Egy ideig an-Nászir Júszuf aleppói ajjúbida fejedelmet szolgálták, majd 1257-ben az al-karaki al-Mugísz Umar szolgálatába álltak. A Karakba tartó mamlúkokat legyőzték az Ajbak alkirálya, Kutuz vezette hadak, Kaláún pedig fogságba esett, ám rövidesen megszökött Kairóból, és csatlakozott a Karakba jutó mamlúkokhoz.
1259-ben, a Bagdadot elpusztító és nyugat felé tartó mongolok ellen készülődve az immár szultánná előlépett Kutuz megbékélt a karaki mamlúkokkal, így Kaláún is visszatért Egyiptomba, és az egyesült sereg tagjaként 1260-ban részt vett a Hülegü ilhán seregeinek előretörését megállító Ajn Dzsálút-i csatában. A hazaúton közreműködött Bajbarsz véres hatalomátvételében, aminek eredményeképpen az új szultán udvarában az államélet egyik meghatározó szereplőjévé vált. Bajbarsz ezres emírré léptette elő és 1276-ban beleegyezett, hogy a trónörököséhez, Muhammad Baraka Hánhoz adja egy leányát. Közben katonai téren is bizonyított: 1272-ben, a mongolok elleni hadjárat során elsőként kelt át az Eufráteszen, előnyhöz juttatva a mamlúkokat.
Szerepét veje 1277-es trónöröklése után is megtarthatta. 1279-ben hadjáratot vezetett egy társával, Bajszarival Kis-Örményország ellen, majd Küvendik főminiszterrel szövetségben együtt követelték a szultántól, hogy saját klientúrája (hásszakijja) helyett a bahrijjára támaszkodjon. A támaszát vesztő asz-Szaíd Barakát al-Hákim kalifa közvetítésével végül sikerült lemondatnia, de egyelőre nem fogadta el a társai által neki ajánlott trónt. Helyette Baraka Hán hétesztendős féltestvérét, al-Ádil Szalámist nevezte ki szultánná, aki mellett atabégként irányíthatta az államot. Ilyen minőségben, miután biztosította maga számára mindhárom mamlúkcsoport – a bahrijja, a Bajbarszhoz kötődő záhirijja és Baraka Hán hásszakijjája – támogatását, arra hivatkozva, hogy felnőtt szultánra van szüksége a birodalomnak, november 27-én lemondatta Szalámist, és maga vette át a hatalmat. Bajbarsz „dinasztiája” ezzel véget ért.

## Kaláún uralkodása

### A trón megszilárdítása
A szultánná előlépett Kaláún saját bizalmasaira, az ún. manszúrijjára támaszkodott, tisztogatásba kezdett Bajbarsz hívei között, eközben egy új, megbízhatóbb mamlúk-erő felépítésén fáradozott, amely az eddig döntő többségben levő kipcsak török rabszolgák helyett cserkeszekből állt. A lakhelyükül szolgáló tornyokról (burdzs) elnevezett burdzsijja Kalávún utódai alatt tovább erősödött.
Ezen intézkedései miatt rövidesen szembesülnie kellett a hatalomra jutásában őt segítő Szunkur al-Askar damaszkuszi kormányzó lázadásával. Szunkur magát al-Malik al-Kámil („a tökéletes király”) néven uralkodóvá nyilvánította, és a Bajbarsz híveiből és beduinokból álló seregét Gázába küldte az egyiptomi támadás kivédésére. 1280 májusában megkezdődött a harc, és júniusban Szunkur döntő vereséget szenvedett Damaszkusz közelében Szandzsar al-Halabitól – aki Bajbarsz idején szíriai kormányzóként épp ugyanazt az utat járta be, mint ő most. Al-Askar előbb szövetségese, az Ál Fadl törzs vezetője, Ísza ibn Muhanna védelmét élvezte, végül Latakia közelében, a keresztesektől elfoglalt Szahjún (Saône) várában rendezkedett be, míg hívei több észak-szíriai erődöt is megtartottak.
Bajbarsz utódai is problémát jelenthettek. 1279-ben ugyanis Baraka Hán, a gyermek Szalámis és fivérük, Hadir egyaránt az erős, Damaszkuszból Kairóba vezető utat védő erődben, al-Karakban rendezkedhetett be. Baraka Hánnak számos híve és viszonylag jelentős anyagi erőforrásai voltak a várban, így Kalávún nagy nyomástól szabadult meg 1280 márciusában, váratlanul bekövetkezett halálával. (Hogy ő mérgeztette volna meg, már akkoriban felmerült, de nem bizonyítható.) A Bajbarsz-család vezetését ekkor Hadir vette át al-Malik al-Maszúd (a szerencsés/boldog király) titulussal, ám 1286-ban kénytelen volt kapitulálni Kaláún előtt. A család ekkor Kairóba került, előkelő fogságba.

### A mongol fenyegetés

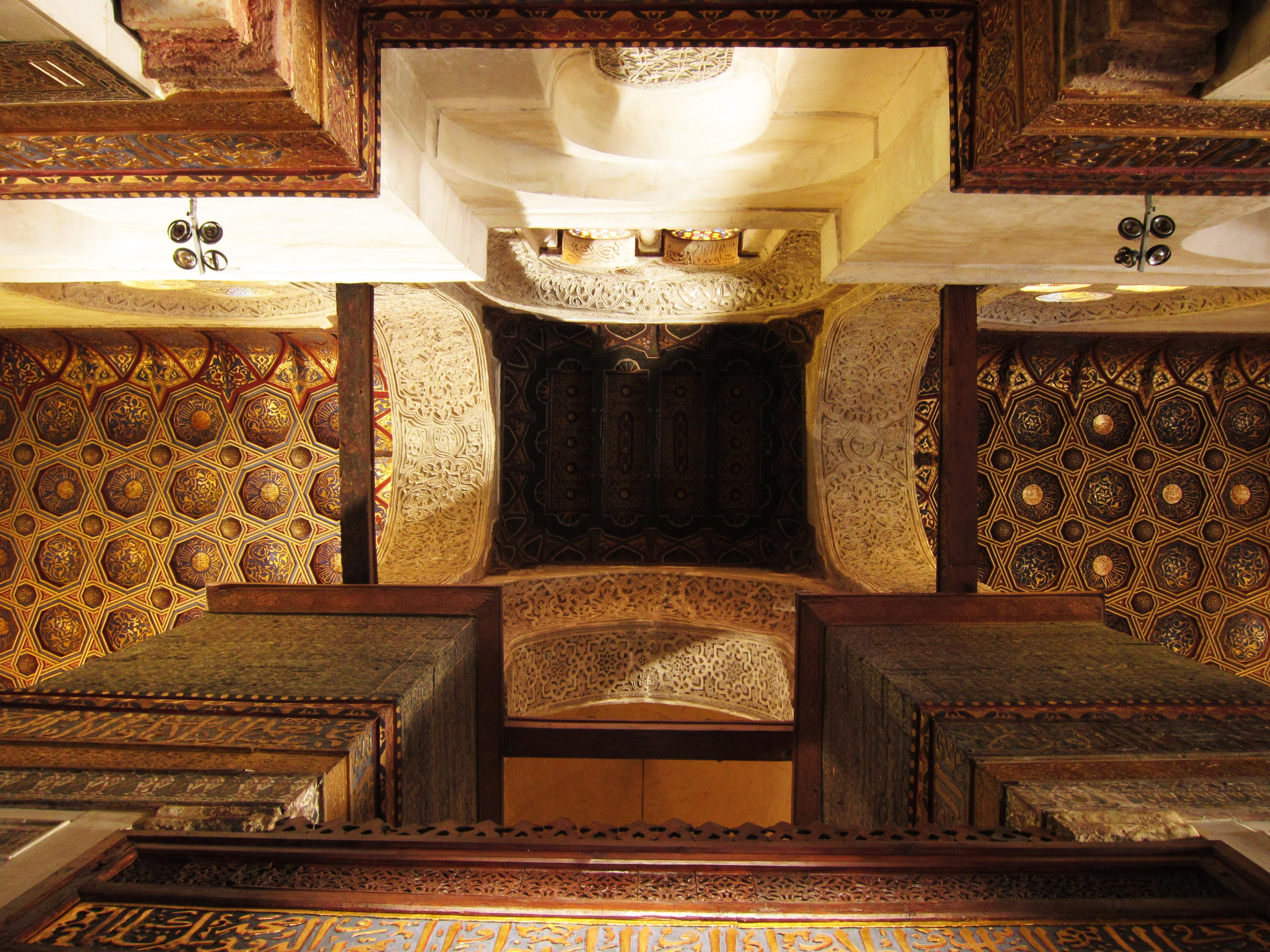
Mennyezetrészlet a Kaláún-komplexumból

A szíriai helyzetet igyekezett kihasználni az Iránt és Irakot uraló ilhánida Abáká kán, aki elődjéhez, Hülegühöz hasonlóan el kívánta hódítani Szíriát a mamlúkoktól, és 1280 végén az örményekkel szövetségben elragadta Aleppót. Feltehetően Szunkurral is kapcsolatban állt, de az végül 1281 júniusában kibékült Kalávúnnal: királyi címéről le kellett mondania, de észak-szíriai várait megtarthatta. (A keleti fenyegetés miatt a mongol származású Küvendiket, a korábbi államminisztert a mongol mamlúkok körében folytatott konspiráció vádja miatt a Tiberias-tóba fojtották 1281 májusában.) Miután Akkóval és Tripolival is tíz évre szóló békét kötve biztosította hátországát, Kaláún és Szunkur október 29-én a II. himszi csatában szétverte a betörő ilhánida sereget, Abáká pedig nem indíthatta meg tervezett bosszúhadjáratát 1282-ben bekövetkező halála miatt.
Abákát a fivére követte a trónon. Ahmad Tegüder (1282–1284) muszlimként igyekezett normalizálni birodalma és a mamlúkok viszonyát, ám őt rövidesen megbuktatta unokaöccse, a pogány Argún (1284–1291), aki apja és nagyapja irányvonalát követte a külpolitikában, és igyekezett szövetséget létrehozni az európai hatalmakkal és a keresztesekkel, hogy két irányból támadva térdre kényszeríthessék a mamlúkokat, ám a követjárások nem jártak érdemi sikerrel. A békét kihasználva, készülve a további védekezésre, a szultán felújította Aleppó, Baalbek és Damaszkusz várait is.

### Háború a keresztesek ellen
A viszonylagos nyugalmat kihasználva, Kaláún már gondolhatott a Bajbarsz által megkezdett út folytatására, a Szentföld keresztesektől való megtisztítására. Az amúgy sem erős Jeruzsálemi Királyságot az 1277 óta trónviszály sújtotta, és Kaláún szinte minden évben új, mind kedvezőbb szerződést köthetett az épp nyerésre álló párttal. Miután 1283-ban sikeres portyát indított a mongolokkal és keresztesekkel szövetséges Kis-Örményország ellen, amire 1285-ben tízéves fegyverszünetet kényszerített jelentős sarccal, megindíthatta hadműveleteit a keresztesek ellen.
Első zsákmánya a johanniták utolsó erődje, Margat (al-Markab) volt, amelyet 1285 áprilisában kezdett ostromolni, és májusban meg is szerzett, fontos mamlúk helyőrséggé alakítva át a hatalmas várat. A margati johanniták Tripoliba vonultak vissza, amelynek ura, VII. Bohemund gróf sietett átadni a maracleai (Marakijja) kikötőt a szultánnak. Kaláún, elődje politikáját folytatva, elpusztította a tengerparti erősséget, hogy megnehezítse a tenger felől érkező keresztesek partra szállását. Türosz úrnője, Margit szintén megalázó feltételek mellett kellett, hogy békét kössön.
1289-ben a Bohemund halála óta, két éve dúló tripoli hatalmi harcokba avatkozhatott be, és április 26-án bevette a grófság központját. Az utolsó tripoliszi gróf, I. Lúcia ekkor Ciprusra menekült, ahonnan hiába érkezett segítség az ostromlott várba. Ekkor már csak Akko maradt meg a jelentős szentföldi központok közül keresztes kézen, melynek elfoglalását Kaláún is tervezte. 1290-ben aztán ürügyet is talált, amikor a lázongó itáliai keresztesek a város utcáin több járókelőt, köztük muszlimokat is meggyilkoltak. A szultán szent háborút hirdetett, összehívta hadseregét, táborba szállt, ám még Kairó mellett elhunyt a sátrában.

### Egyéb külkapcsolatok és gazdasági intézkedések

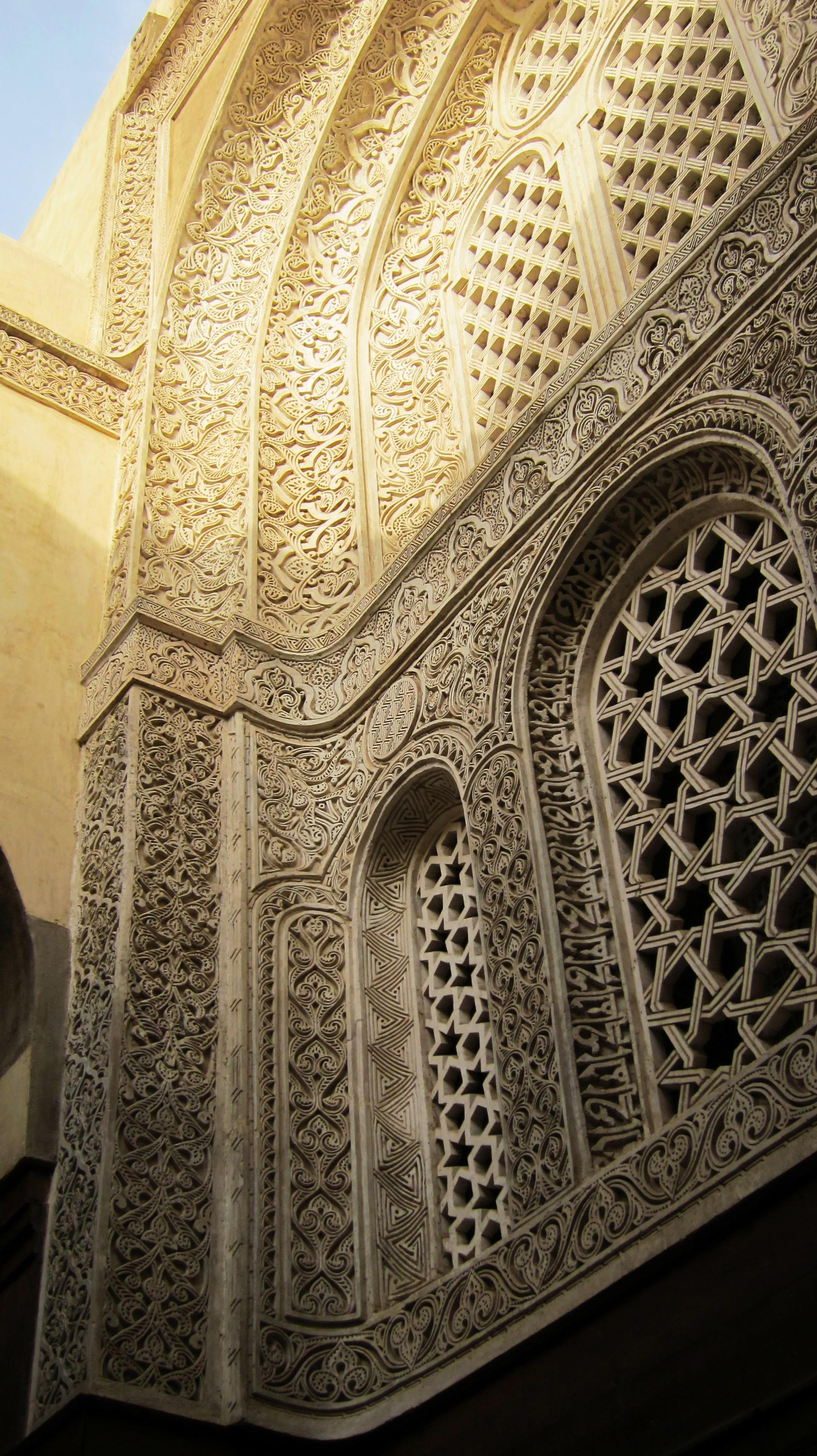
A Kaláún-komplexum egy ablaka

Miközben a keresztes fenyegetés felszámolásán munkálkodott, Kaláún tisztában volt az európaiakkal folytatott kereskedelem jövedelmező voltával. Ennek fejlesztése érdekében jó kapcsolatokat ápolt a Szicíliai Királysággal, Kasztíliával, a Bizánci Birodalommal és a Német-római Császársággal is. A szultán Genovával külön kereskedelmi szerződést kötött. Az Aranyhorda hagyományos szövetségese maradt, aminek kettős jelentősége volt: egyrészt szövetségesként lehetett rá számítani az Ilhánida Birodalom ellen, másrészt biztos rabszolgaforrást jelentett. Az uralkodó a keleti kereskedelmet is igyekezett fellendíteni, ezért a kínai, indiai, szindhi és más indiai-óceáni kereskedők számára menlevelet bocsátott ki. A belkereskedelem támogatása érdekében eltörölt egy helyi kalmárokat sújtó, kötelező alamizsnanemet.
A Mamlúk Birodalom délen, Núbia területén is befolyást gyakorolt, ám ennek megerősítése érdekében 1288-ban és 1289-ben is hadjáratot kellett indítani Samámún fejedelem ellen, aki végül meghódolt, és megküldte az elvárt sarcot és ajándékokat Kairóba.

## Örökösödés
Kaláún – Bajbarsszal ellentétben – sikert aratott a dinasztiaalapításban is: utódai kisebb megszakításokkal egészen 1382-ig birtokolták a szultáni címet. Ennek létrejötte azonban mégsem úgy történt, ahogy az alapító szerette volna. Kaláún ugyanis mindjárt 1280-ban trónörökösnek nyilvánította az asz-Szálih címmel felruházott fiát, Alit, aki 1281-ben, apja távollétében helyetteseként gyakorolta Egyiptomban a hatalmat. Ettől kezdve neve apjáé mellett szerepelt a különféle állami iratokon is. Ali azonban 1288 nyarán elhunyt, mély keserűséget okozva az idős szultánnak. Kaláún nemigen kedvelte másik fiát, a dokumentumokon 1285-től al-Asraf néven feltűnő Halílt, akit haláláig nem is volt hajlandó hivatalosan örökösévé kinevezni – igaz, a Tripoli elleni hadjárat idején, 1289-ben rábízta a birodalom irányítását.
Kaláún a Kairó mellett felállított táborban halt meg 1290. november 11-én. Földi maradványait az általa építtetett, máig látható ún. Kaláún-komplexumban helyezték örök nyugalomra. A mauzóleum mellett mecsetiskolát (madrasza) és kórházat (bímárisztán) magába foglaló, a szultán által bőkezű adományokkal ellátott épület Kaláún és a korai mamlúkkorszak legjelentősebb építészeti emlékei közé tartozik. A trónt al-Asraf Halíl különösebb gond nélkül örökölte meg; később a szultán egy kiskorú fia, an-Nászir Muhammad is szultán lett.